# Tit Estatili Taure (cònsol any 44)
Tit Estatili Taure (en llatí: Titus Statilius Taurus; ? – 53 dC) va ser un senador romà. El seu pare era Tit Estatili Taure, que va ser cònsol l'any 11, i la seva mare era Valèria Messal·lina, la filla de Marc Valeri Messal·la Corví cònsol l'any 31 aC.
L'any 44 Taure va ser cònsol juntament amb Crisp Passiè, i més endavant entre el 51/52 i el 52/53 va governar com a procònsol la província d'Àfrica. Tenia molts diners, i va promoure la creació dels Horts Taurians (en), cosa que més endavant seria la seva perdició. L'any 53, Marc Tarquici Prisc, que havia estat legat seu a l'Àfrica, el va acusar d'extorsió i de practicar la màgia per complaure Agripina, esposa de l'emperador Claudi, que volia obtenir les seves riqueses. Taure es va suïcidar abans d'escoltar la sentència, i més endavant el senat va condemnar Prisc a l'exili per informador i delator.